# Thumeries
Thumeries ist eine französische Gemeinde mit 4.102 Einwohnern (Stand 1. Januar 2022) im Département Nord in der Region Hauts-de-France. Sie gehört zum Arrondissement Lille und zum Gemeindeverband Pévèle-Carembault. Die Bewohner nennen sich Thumerisien(ne)s.

## Lage
Die Gemeinde Thumeries liegt am Oberlauf der Marque an der Grenze zum Département Pas-de-Calais im Nordfranzösischen Kohlerevier, 13 Kilometer nördlich von Douai und 16 Kilometer ostnordöstlich von Lens. Umgeben wird Thumeries von den Nachbargemeinden La Neuville im Norden, Mons-en-Pévèle im Osten, Moncheaux im Südosten, Leforest im Süden, Ostricourt im Südwesten sowie Wahagnies im Westen. 

## Geschichte
Die älteste erhaltene Erwähnung von Thumeries stammt von 1187 und findet sich in einer Bulle von Papst Coelestin III. Darin bestätigte er, dass Thumeries ein Lehen des Domkapitels saint Piat in Seclin war.
Am 17. Februar 1948 ereignete sich im Bahnhof von Thumeries ein schwerer Eisenbahnunfall: Beim Verlassen des Bahnhofs kollidierten ein Güter- und ein Personenzug. 22 Menschen starben, 30 wurden verletzt.

## Bevölkerungsentwicklung
| Jahr                       | 1962 | 1968 | 1975 | 1982 | 1990 | 1999 | 2011 | 2021 |
| Einwohner                  | 3553 | 3477 | 3600 | 3422 | 3225 | 3394 | 3942 | 4029 |
| Quellen: Cassini und INSEE |      |      |      |      |      |      |      |      |

## Wirtschaft
An die frühere Steinkohleförderung in der Umgebung erinnern noch die ehemaligen Arbeitersiedlungen Cité Henri Béghin und Cité Patrick Descamps und eine alte Abraumhalde im Süden der Gemeinde.
Ein Teil der Bevölkerung arbeitet in der Landwirtschaft. Lokale Produkte sind
- Zuckerrüben und Zucker (in der Gemeinde arbeitet eine Zuckerfabrik[3]),
- Getreide und
- Gemüse.

## Sehenswürdigkeiten
- Das Château Blanc (weißes Schloss) wurde 1541 erbaut und ist heute im Privatbesitz.
- Kirche St-André (Taufbecken als Monument historique geschützt)

Kapelle Sainte-Rita im Ortsteil Thélus

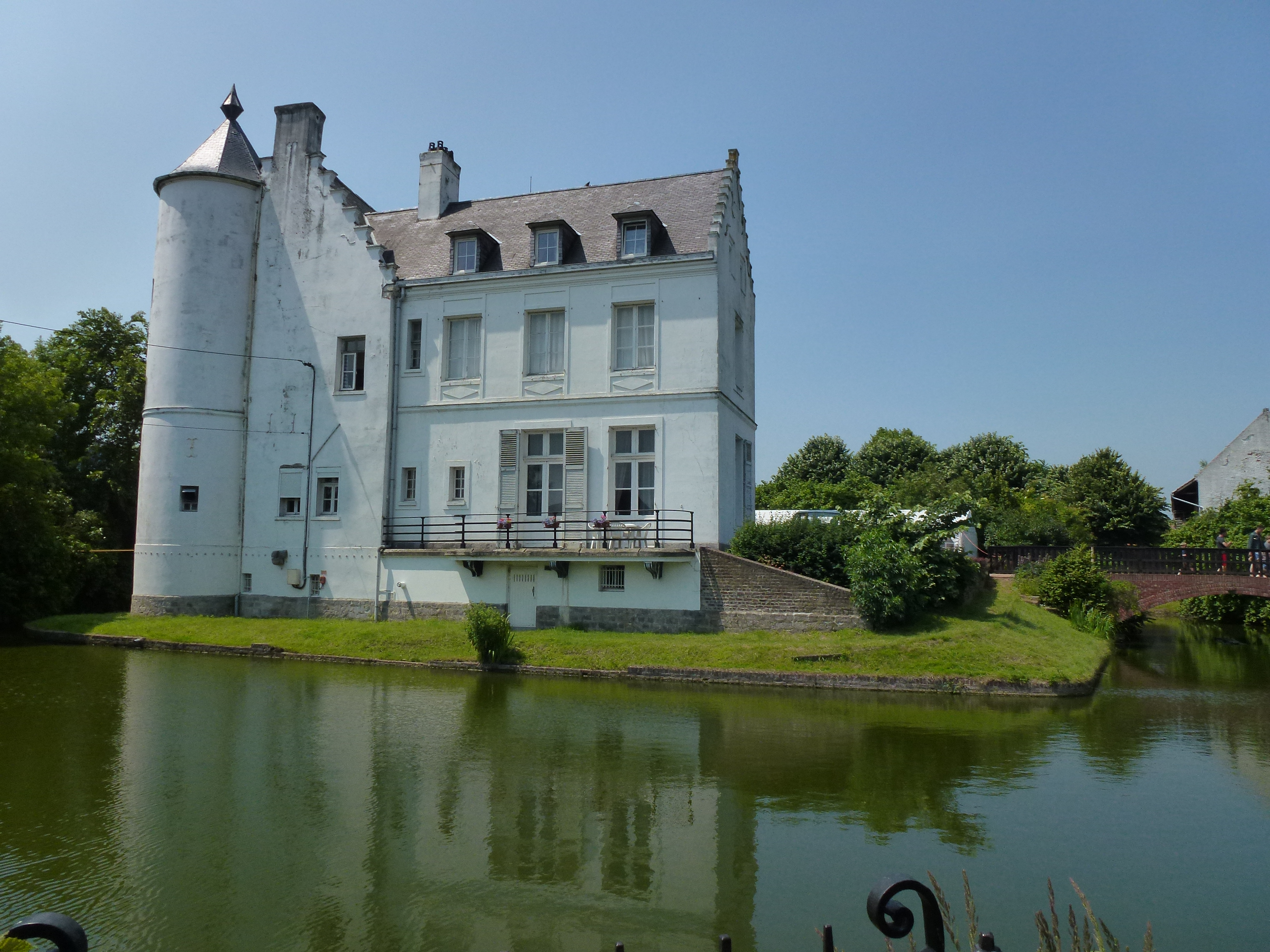
Château Blanc
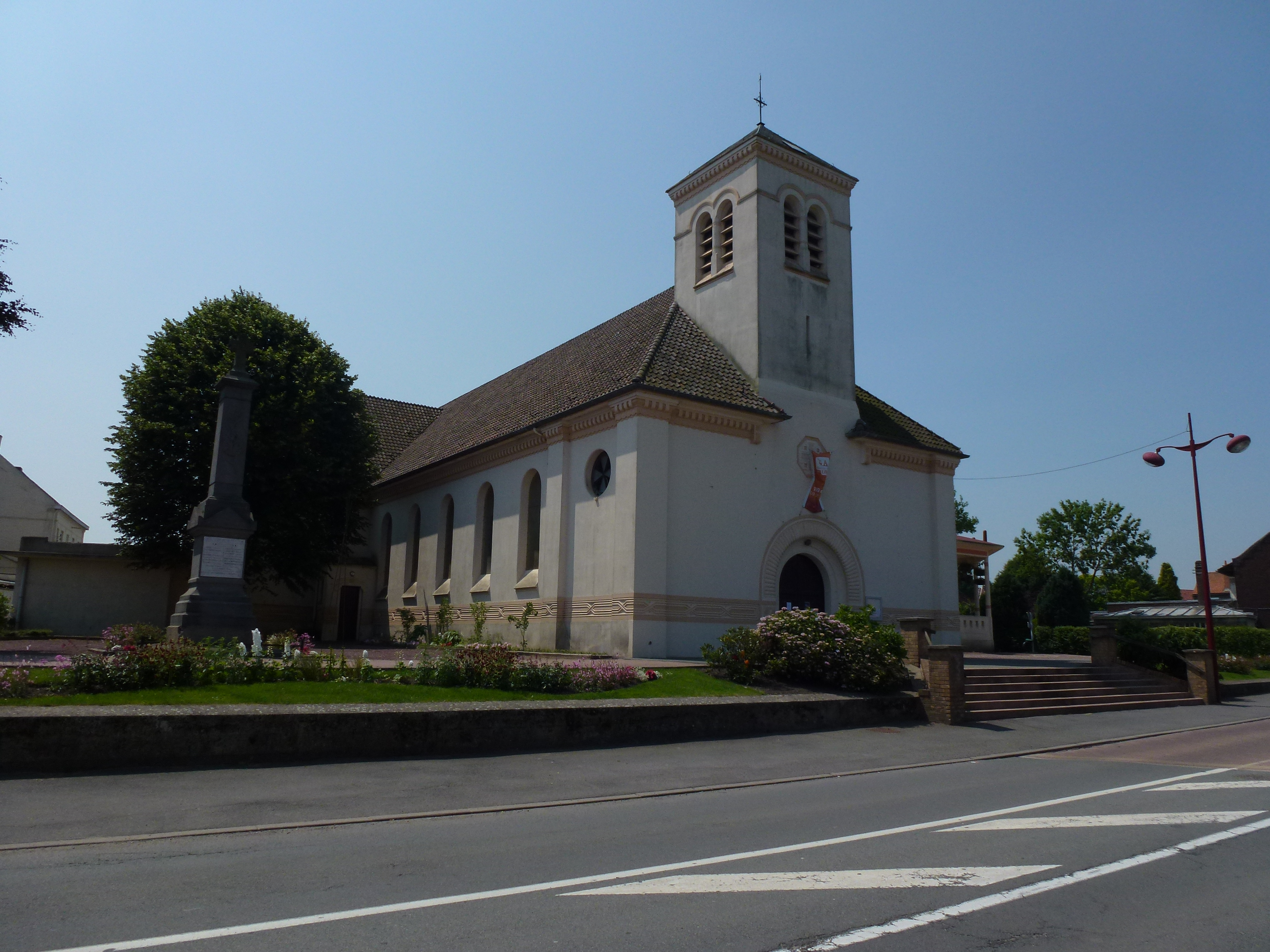
Kirche Saint-André
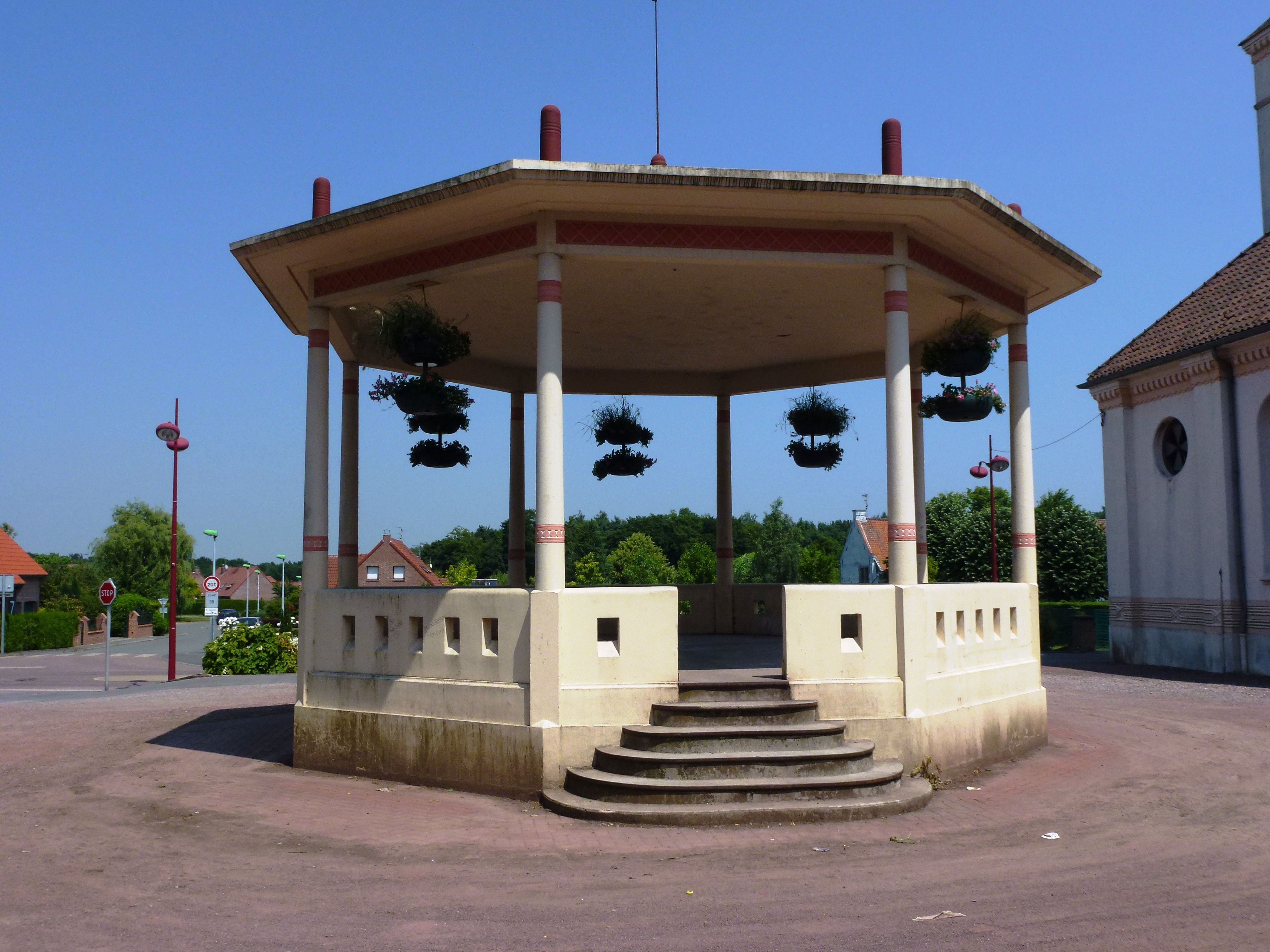
Musikpavillon

## Persönlichkeiten
- Jean-François Malle (1926–2000), französischer Autorennfahrer
- Louis Malle (1932–1995), französischer Regisseur